# Ghiaccio a frittelle

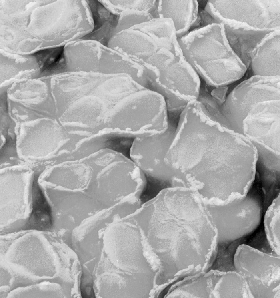
Ghiaccio a frittelle

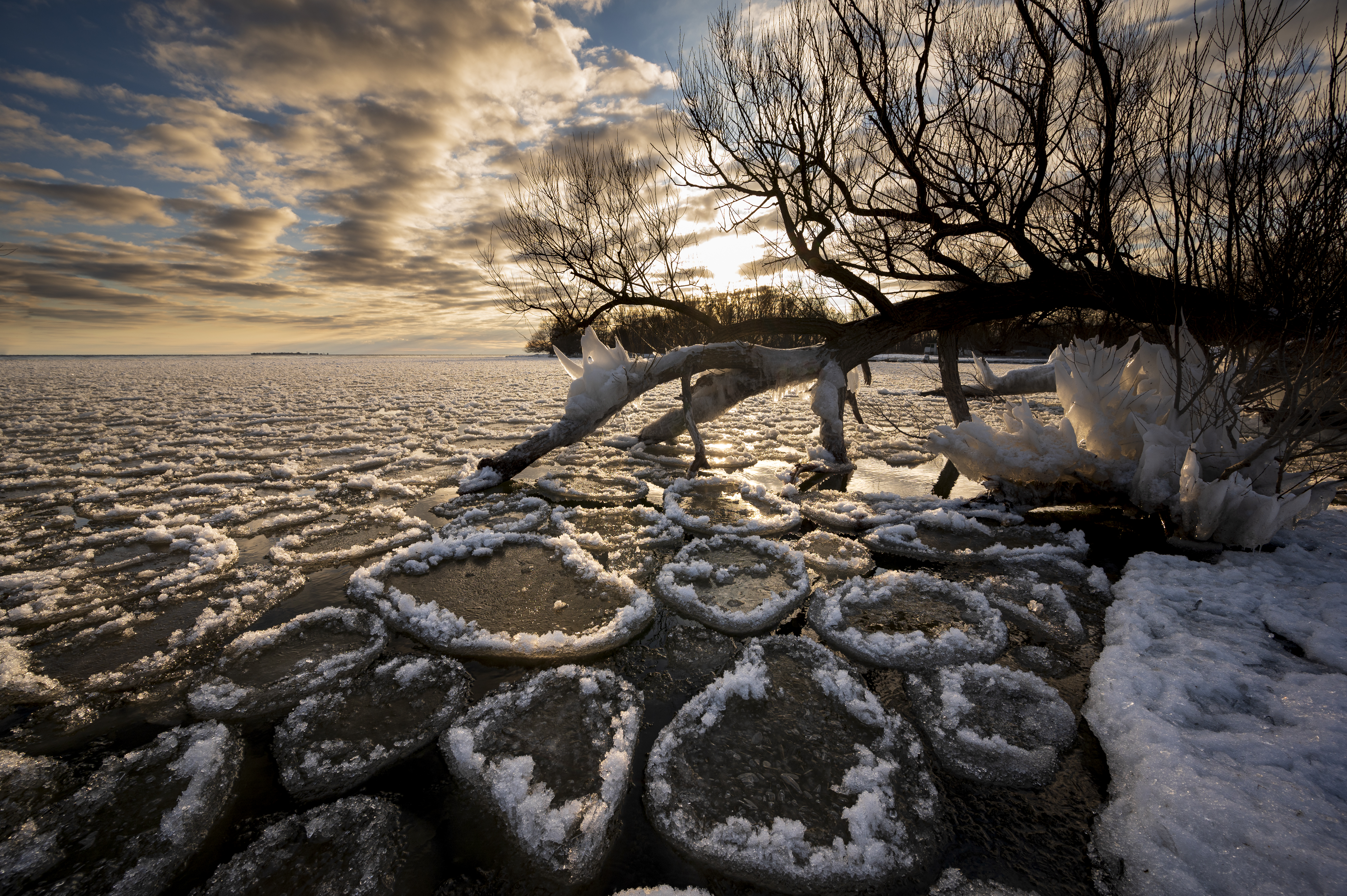
Ghiaccio a frittelle vicino al salice

Il ghiaccio a frittelle (o ghiaccio a pancake, in inglese pancake ice) è una forma di ghiaccio marino superficiale costituita da pezzi rotondeggianti di ghiaccio con diametri che vanno da 30 centimetri (12 pollici) a 3 metri (9,8 piedi) e spessori fino a 10 centimetri (3,9 pollici), a seconda delle condizioni locali. Si forma a causa dell'azione delle onde sulla fanghiglia glaciale o sulla crosta di ghiaccio.

## Caratteristiche
Il ghiaccio a frittelle presenta bordi rialzati formati dall'accumulo di ghiaccio frazil o fanghiglia glaciale sui bordi dei pezzi rotondi quando si scontrano, sia a causa di urti casuali l'uno contro l'altro sia a causa di compressioni periodiche nelle depressioni delle onde. Questi bordi sono la prima indicazione dell'inizio della formazione del ghiaccio a frittelle da forme di ghiaccio meno consolidate.

## Formazione

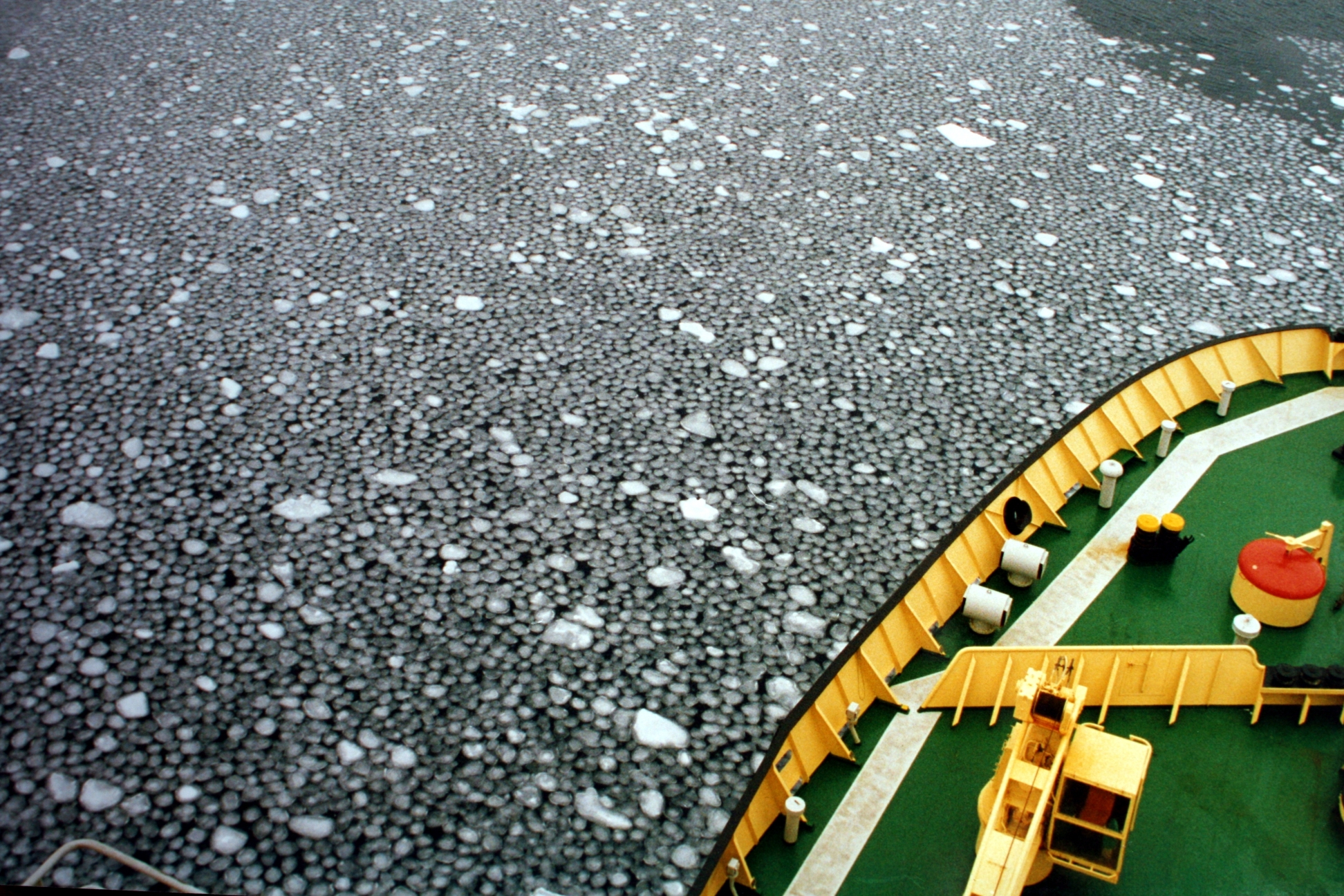
Ghiaccio a frittelle nel Mare di Ross

Il ghiaccio a frittelle si forma in condizioni di elevata attività delle onde, a differenza di altri tipi di ghiaccio marino formati in condizioni di calma. Il ghiaccio a frittelle può formarsi in due processi:
1. sull'acqua coperta in una certa misura da fanghiglia di ghiaccio, shuga o ghiaccio grasso, o
2. dalla rottura della crosta di ghiaccio, banchisa o anche ghiaccio grigio in condizioni agitate.[5]

Se le onde sono abbastanza forti, i pezzi rotondi possono sovrapporsi l'uno sull'altro, creando una superficie superiore e inferiore irregolare sul ghiaccio. A questo punto, il ghiaccio a frittelle si fonderà e si amalgamerà formando una lastra di ghiaccio. Questa calotta glaciale continuerà a crescere durante l'inverno. Questo processo aumenta la resilienza del ghiaccio a frittelle, risultando in scale di lunghezza caratteristica inferiori alle lunghezze delle onde dell'oceano e facendo sì che le onde che passano attraverso il ghiaccio a frittelle non si disperdano.

## Esempi

### Oceano Artico

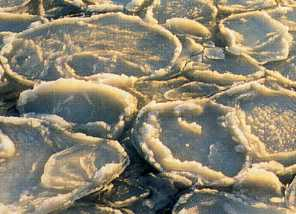
Ghiaccio a frittelle nella parte occidentale del Mar Baltico

Un notevole esempio di ghiaccio a frittelle si verifica nell'Oceano Artico, dove si sta verificando una nuova prevalenza di ghiaccio di questo tipo, in particolare lungo il bordo del ghiaccio, a seguito della crescente attività delle onde artiche.